# Holywell, Oxfordshire
Holywell var en civil parish fram till 1926 när blev den en del av Oxford, i grevskapet Oxfordshire, i England. Civil parish hade 846 invånare år 1921. Byn nämndes i Domedagsboken (Domesday Book) år 1086, och kallades då Haliwelle.